# Cerknica
Cérknica (, v Cerknici) je mesto s približno 4.000 prebivalci in središče istoimenske občine. Leži na severnem robu Cerkniškega polja, ob ustju doline reke Cerkniščice, pod Gradiščem (858 m), ki je zahodni pomol Slivnice (1114 m).
Staro mestno jedro Tabor je vrh nizke vzpetine, del je tudi pod vzpetino Kamna gorica. Novejši del naselja se širi ob njegovem vznožju po prodnem vršaju Cerkniščice na osamelec Sinjo gorico ter na Peščenk pod Gradiščem. 
Na kraškem polju prevladujejo občasno poplavljeni travniki, njive so le na vršaju Cerkniščice. Pod cesto proti Martinjaku so na robu polja veliki dvojni kozolci. Južno od Cerknice je na dnu kraškega polja presihajoče Cerkniško jezero. Njegova gladina niha med 546 in 552 m nadmorske višine. Jezero je s 26 km² površine največje v Sloveniji.
V Cerknici je izhodišče poti na Slivnico, pod vrhom je oskrbovana planinska koča. Pašniki na Slivnici se zaradi postopnega pogozdovanja in zaraščanja močno krčijo. Slivnica je po ljudski pripovedki domovanje čarovnic, sicer pa razgledna točka na Cerkniško polje in okoliške kraške planote. Tik pod vrhom je Coprniška jama, iz katere se pozimi dviga topel vlažen zrak. Vlaga se kondenzira v meglo, kar je pripomoglo k nastanku legende o tem, da v jami bivajo coprnice. Junija tod cveti kranjska lilija.
V Cerknici je sedež Notranjskega regijskega parka, prodajna Krpanova galerija in Muzej - Interpretacijski center Cerkniško jezero Jezerski hram v bližnjem Dolenjem jezeru.
Vsako leto v Cerknici v pustnem času prirejajo tradicionalno pustovanje.
V Cerknici so se rodili skladatelj Fran Gerbič, psihiater Alfred Šerko, slikar Marko Šuštaršič, pesnik Jože Udovič ter bolničarka, organistka, pevovodkinja, mučenka in Božja služabnica Antonija Premrov.

## Zgodovina
Prazgodovinska poselitev je bila dokumentirana na območju Slivnice. Na Gradišču (858 m) so bili odkriti ostanki suhega zidu. Najdbe kovancev dokazujejo obstoj naselbine tudi v rimski dobi. Železnodobne najdbe so bile izkopane pri župnijski cerkvi. V antiki se je prebivalstvo naselilo v ravninskem delu ob cesti Emona-Tarsatica. V bližini pokopališča so bile odkrite rimske najdbe iz 1. in 2. stoletja. 
Večje rimsko gradišče je bilo na vzpetini Sinja gorica. Arheološka izkopavanja so pokazala obstoj večjega števila žganih grobov, ki so bili obloženi z opeko ali kamnitimi ploščami. Med grobnimi pridatki prevladujejo keramični in stekleni izdelki. Med kovinskimi predmeti je bilo največ železnih ukrivljenih nožev s koščenimi ročaji. Grobovi so iz 1. in 2. stoletja. Antična naselbina se lahko lokalizira ob župnjiski cerkvi. Ob cerkvi so odkrili tudi slovanske grobove iz 10. in 11. stoletja in ostanke objekta, ki naj bi predstavljal sakralno stavbo iz 9. stoletja. Čeprav se cerkev prvič omenja leta 1265, je nastanek pražupnije moč postaviti v čas po letu 1040, ko je območje spadalo k oglejskemu patriarhu. Leta 1296 je bila Cerknica ena od treh oglejskih župnij »na Krasu«. Leta 1395 jo je oglejski patriarh podelil kartuzijanskemu samostanu v Bistri, pozneje pa je bila last rodbine Haasberg s Planine.
V srednjem veku je bila pomembna obrt in trgovina s soljo. Tovorili so jo iz primorja po tovorni poti prek Loža ter Menišije proti Ljubljani.
V 18. stoletju zgrajena cesta Vrhnika-Postojna in leta 1857 železniška proga Ljubljana-Trst sta Cerknico obšli. Poleg kmetijstva so bili obsežni gozdovi v zaledju ter vodna energija Cerkniščice osnova za žagarstvo in lesno trgovino. Na tej osnovi je po drugi svetovni vojni nastala tovarna pohištva Brest. Ta je pozneje razpadla na več manjših podjetji, ki so nameščena v industrijski coni v Podskrajniku, zahodno od naselja.
V mestu je ohranjenih nekaj klasicističnih in secesijskih stavb. Na levem obrambnem stolpu je vzidana spominska plošča pesniku in pripovedniku Jožetu Udoviču. Na severni strani taborskega obzidja je s spominsko ploščo obeležena rojstna hiša skladatelja in pevca Frana Gerbiča. Ob glavni cesti je bil leta 1952 postavljen spomenik padlim borcem v 2. svetovni vojni, v župniji pa so postavljene farne spominske plošče, na katerih so imena vaščanov iz okoliških vasi, ki so padli na protikomunistični strani v letih 1942-1945.
Zahodno od kraja so vidne ruševine gradu Loško. Prvotno je bil last plemiške družine Palmburg, nekaj časa so ga imeli Auerspergi, od sredine 17. stoletja je bil last kartuzijanskega samostana Bistra, po njegovi ukinitvi pa ga je na dražbi kupila družina Galle.

## Prebivalstvo
Etnična sestava 1991
- Slovenci: 3042 (88,3 %)
- Hrvati: 122 (3,5 %)
- Muslimani: 57 (1,7 %)
- Srbi: 54 (1,6 %)
- Jugoslovani: 10
- Makedonci: 6
- Albanci: 5
- Črnogorci: 1
- Ostali: 4
- Neznano: 61 (1,8 %)
- Neopredeljeni: 66 (1,9 %)
- Regionalno opredeljeni: 17

## Sakralna dediščina
- cerkev Marijinega rojstva
- cerkev svetega Roka
- cerkev svetega Janeza Krstnika